# Julienne-Alexandrine de Leiningen-Heidesheim
Julienne-Alexandrine de Leiningen-Dachsbourg-Falkenbourg-Heidesheim (21 août 1651 - 19 avril 1703), est la seconde épouse du marquis Georges III de Hesse-Itter.

## La famille
Julienne-Alexandrine est la cinquième fille du comte Emich XIII de Leiningen-Heideshein et de la princesse Dorothée de Waldeck. 

## Mariage et descendance
Julienne-Alexandrine épouse le 21 juillet 1667 le marquis Georges III de Hesse-Itter. Le couple a trois filles:
- Sophie-Julienne de Hesse-Itter (17 juillet 1668 - 9 août 1668)
- Eléonore de Hesse-Itter (15 août 1669 - 4 septembre 1714)
- Madeleine Sibylle de Hesse-Itter (14 octobre 1671 - 21 avril 1720)